# Tvrđava Copacabana
Tvrđava Copacabana (portugalski: Forte de Copacabana) je vojna utvrda na južnom rtu poznate plaže i istoimenog gradskog naselja u Rio de Janeiru. Unutar tvrđave nalazi se Povijesni vojni muzej, oko kojega se nalazi šetnica uređena za posjetitelje. Iako je izgrađena za zaštitu grada i pregled nad obalom grada u vrijeme Paragvajskog rata, utvrda se koristila u Prvom i Drugom svjetskom ratu, zbog čega se i jedan dio naoružanja čuva i iz tog vremena.
Od 1914. godine posebna gradska straža u plavo-crvenim odorama čuva tvrđavu, muzej i okolnu šetnicu.
Za vrijeme Olimpijskih igara 2016., na ulazu u tvrđavu nalazio se početak muške i ženske cestovne utrke, kao i njezin završetak. Također, na pučini oko tvrđave održavao se i revijalni plivački maraton te plivačka dionica triatlonske utrke, koja je započela na plaži Cobacabani.

## Galerija slika
- Slika tvrđave iz 1920.
- Predvorje tvrđave.
- Top iz Prvog svjetskog rata.
- Jedna od oružarnica pretvorenih u urede poručnika.
- Gradski stražar u plavo-crvenoj odori.
- Stomilimetarski top Škoda.